# 芬治站
芬治站（英語：Finch Station）是一座多倫多地鐵央街－大學線車站，坐落加拿大安大略省多倫多北約克央街和芬治路的交界處以北，於1974年3月29日啟用後取代約妙斯站成為該地鐵線央街段的北端終點站至今。
下列由多倫多公車局營運的巴士線駛經芬治站：
- 36號芬治西巴士線（Finch West）
- 39號芬治東巴士線（Finch East）
- 42號金馬巴士線（Cummer）
- 53號士刁士東巴士線（Steeles East）
- 60號士刁士西巴士線（Steeles West）
- 97號央街巴士線（Yonge）
- 125號德魯里巴士線（Drewry）
- 199號芬治火箭巴士線（Finch Rocket）
- 308號芬治東深宵巴士線（Finch East）
- 309號芬治西深宵巴士線（Finch West）
- 320號央街深宵巴士線（Yonge）

此外，GO運輸和約克區公車局亦於芬治站隔鄰設有巴士總站。

## 外部連結
- 维基共享资源上的相關多媒體資源：芬治站
- （英文）TTC Finch Station （页面存档备份，存于）－多倫多公車局網站 芬治站頁面